# 조이 오브라이언
조지프 마틴 "조이" 오브라이언(영어: Joseph Martin "Joey" O'Brien, 1986년 2월 17일 ~ )는 아일랜드의 전 축구 선수이다. 현재는 셸본 FC의 수석 코치로 있다.